# 生まれか育ちか
生まれか育ちか（うまれかそだちか、英: Nature versus nurture）とは生物学と社会において、人間に対する遺伝的遺産（自然）と発達の環境条件（育成）の相対的影響に関する長期にわたる議論である。英語の頭韻表現「nature and nurture」は少なくともエリザベス朝から使用されており、中世フランス語にまでさかのぼる。日本語には、氏より育ち（うじよりそだち）という類似したことわざがある。
この二つの概念の相補的な組み合わせは古代の概念である。自然とは人々が事前配線と考えるもので、遺伝的継承や他の生物学的要因の影響を受ける。育成は一般的に受胎後の外部要因の影響、例えば個人の暴露、経験、学習の産物と見なされる。
この表現は現代的な意味では、ヴィクトリア朝の博学者であるフランシス・ゴルトンによって普及された。彼は優生学と行動遺伝学の近代的創始者であり、社会的進歩に対する遺伝と環境の影響について議論していた。ゴルトンは、進化生物学者である彼の従兄弟チャールズ・ダーウィンによって書かれた『種の起源』の影響を受けた。
人間が行動特性のすべてあるいはほとんどを「育成」から獲得するという見解は、1690年にジョン・ロックによって「タブラ・ラーサ」（空白の石板）と名付けられた。人間の行動特性がほぼ完全に環境的影響から発達するという人間の発達心理学における「白紙の見解」（時に「白紙主義」とも呼ばれる）は、20世紀の多くの期間にわたって広く支持されていた。「白紙の見解」による遺伝性の影響の否定と、環境と遺伝の両方の特性を認める見解との間の議論は、しばしば生まれか育ちかという観点から表現されてきた。人間発達に対するこれら二つの対立的アプローチは、20世紀後半を通じて研究課題をめぐるイデオロギー的論争の中核にあった。「自然」と「育成」の両方の要因が、しばしば解きほぐせない方法で、実質的に寄与することが判明したため、このような見解は21世紀までに人間発達の多くの学者によって素朴または時代遅れとみなされるようになった
したがって、生まれか育ちかの強い二分法は、いくつかの研究分野では限られた関連性しか持たないと主張されてきた。自己家畜化に見られるように、自然と育成が常に互いに影響を与える密接なフィードバックループが発見されている。また、生態学と行動遺伝学では、研究者たちは育成が個人の本質に不可欠な影響を与えると考えている。同様に他の分野でも、エピジェネティクスや胎児発達のように、遺伝的特性と獲得された特性の境界線が不明確になる。

## 論争の歴史
『史記』（紀元前94年）によると、司馬遷によれば、紀元前209年の陳勝・呉広の乱の際、陳勝は戦争への呼びかけとして修辞的な質問をした：「王侯将相にどうして生まれながらの種があろうか？」（中国語: 王侯將相寧有種乎）。陳勝は明らかにこの質問に否定的だったが、この言葉は生まれか育ちかの問題に対する初期の探求としてしばしば引用されている。
ジョン・ロックの『人間知性論』（1690年）は、「白紙状態」の見解の基礎的文書としてしばしば引用される。『人間知性論』において、ロックは特にルネ・デカルトが主張した人類に普遍的な神の生得的観念を批判している。ロックの見解は彼自身の時代に厳しく批判された。第3代シャフツベリ伯爵アントニー・アシュリー＝クーパーは、ロックが生得的観念の可能性を否定することで「すべての秩序と徳を世界から追い出した」と不満を述べ、完全な道徳的相対主義につながるとした。19世紀までに、主流の見方はロックのものとは反対になり、「本能」に焦点を当てる傾向があった。レダ・コスミデスとジョン・トゥービーは、ウィリアム・ジェームズ（1842年-1910年）が人間は動物よりも「より多くの」本能を持っており、より大きな行動の自由はより少ない心理学的本能ではなく、より多くの本能の結果であると主張したことを指摘した。
「生得的観念」または「本能」の問題は、道徳哲学における自由意志の議論において重要であった。18世紀の哲学では、これは普遍的な徳の存在を確立する「生得的観念」という観点から表現され、客観的道徳の前提条件となった。20世紀においては、この議論はある意味で逆転し、一部の哲学者（J・L・マッキー）は人間の行動特性の進化的起源が我々に倫理の基盤がないことを認めることを強いると主張したのに対し、他の哲学者（トマス・ネーゲル）は倫理を進化的考慮から完全に孤立した認知的に有効な声明の分野として扱った。

### 20世紀初頭から半ば
20世紀初頭には、ダーウィンの進化論の輝かしい成功の後に純粋な遺伝に対する強い焦点への反応として、環境の役割に対する関心が高まった。この時期、社会科学は「生物学」に関連する問題から完全に分離された文化の影響を研究するプロジェクトとして発展した。フランツ・ボアズの『原始人の心』（1911年）は、その後15年間アメリカ人類学を支配するプログラムを確立した。この研究で彼は、どんな個体群においても、生物学、言語、物質、そして象徴的文化は自律的であることを確立した。これらはそれぞれが人間の本性の等しく重要な次元であるが、これらの次元のいずれも他の次元に還元できないものである。

#### 純粋行動主義
ジョン・B・ワトソンは1920年代と1930年代に、その後の数十年間支配的になる「純粋な行動主義」の学派を確立した。ワトソンは遺伝が寄与するかもしれないものを越えて文化的影響の完全な支配を確信していたと言われることが多い。これは、以下の引用文に基づいており、しばしば最後の文が省略されて文脈なしで繰り返されるため、ワトソンの立場に関する混乱が生じている:
健康な乳児を十二人与え、私の指定した世界で育てさせてくれれば、無作為に選んだ一人を、その才能、傾向、能力、職業、そして先祖の人種に関係なく、私が選んだどんな種類の専門家—医師、弁護士、芸術家、商人長、そして、そう、乞食や泥棒—にでも訓練することを保証する。私は自分の事実を超えていることを認めるが、反対の立場の支持者も同じことをしてきたし、彼らは何千年もの間それをしてきたのだ。

1940年代から1960年代にかけて、アシュレー・モンタギューは遺伝からの貢献をまったく認めないこの純粋な形の行動主義の著名な提唱者であった:
人間は本能を持たないので人間なのであり、彼が存在し、なってきたものすべては、突然の支えの喪失と突然の大きな音に対する乳児の本能的反応を除いて、彼の文化から学び、獲得したものである。人間は完全に本能を持たない存在である。
1951年、カルビン・ホールは自然を育成に対立させる二分法は結局は実りがないと示唆した。
『アフリカの創世記』（1961年）と『縄張りの命令』（1966年）で、ロバート・アードリーは特に縄張り性に関して人間の本性の生得的属性を主張している。『裸のサル』（1967年）のデズモンド・モリスも同様の見解を表明している。モンタギューの種類の純粋な「白紙主義」に対する組織的な反対は1970年代に始まり、特にE・O・ウィルソン（『人間の本性について』、1979年）によって主導された。
双生児研究のツールは、遺伝的行動特性に基づくすべての交絡要因を排除することを目的とした研究デザインとして開発された。そのような研究は、与えられた個体群の与えられた特性の変動性を遺伝的要素と環境的要素に分解するように設計されている。双生児研究により、多くの場合、相当な遺伝的要素があることが確立された。これらの結果は、遺伝的要因の圧倒的な寄与を示すものではなく、遺伝率は一般的に40％から50％の範囲であるため、論争は「純粋行動主義」対「純粋生得論」という観点で捉えられないかもしれない。むしろ、「純粋行動主義」は徐々に、両方の種類の要因が通常ある特性に寄与するという現在主流の見解に取って代わられた。これは、「性格に対して自然と育成のどちらがより多く寄与するか」という質問に対して「長方形の面積に対して長さと幅のどちらがより多く寄与するか」と応答することによってドナルド・ヘッブが逸話的に表現した。
比較可能な研究の道筋で、人類学者のドナルド・ブラウンは1980年代に世界中の数百の人類学的研究を調査し、文化的普遍性のセットを収集した。彼はそのような特徴を約150特定し、実際に「普遍的な人間の本性」が存在するという結論に達し、これらの特徴がその普遍的な人間の本性が何であるかを示していると述べた。

#### 決定論
論争の最盛期である1970年代から1980年代にかけて、議論は非常にイデオロギー化されていた。『我々の遺伝子ではない：生物学、イデオロギー、人間の本性』（1984年）で、リチャード・ルウォンティン、スティーブン・ローズ、レオン・カミンはマルクス主義的枠組みから「遺伝的決定論」を批判し、「科学はブルジョア・イデオロギーの究極の正当化者である...もし生物学的決定論が階級間の闘争における武器であれば、大学は武器工場であり、その教育と研究の教員はエンジニア、設計者、そして生産労働者である」と主張している。したがって、議論は遺伝的特性が存在するかどうかから、それらの存在を認めることが政治的または倫理的に許されるかどうかへとシフトした。著者らはこれを否定し、進化的傾向がそれらが存在するかどうかに関わらず、倫理的および政治的議論において破棄されることを要求している。

### 1990年代
遺伝率研究は、1990年代の遺伝学研究の進歩により、はるかに容易に実施できるようになり、したがってはるかに多くなった。1990年代後半までに、ワトソンやモンタギューが提唱した「白紙主義」の極端な形態の反駁となる圧倒的な証拠が蓄積された。
この改訂された状況は、1990年代後半から一般向けの書籍にまとめられた。『子育ての大誤解――重要なのは親じゃない』（1998年）で、ジュディス・リッチ・ハリスはスティーブン・ピンカーによって「心理学の歴史における転換点と見なされるようになる」本として紹介された。しかし、ハリスは「親の養育は以前考えられていたよりも重要でないようだ」という点を誇張して「親は重要ではない」という意味に解釈したとして批判された。
20世紀末までに状況は、スティーブン・ピンカーの『人間の本性を考える――心は「空白の石版」か』（2002年）にまとめられた。この本はベストセラーとなり、1940年代から1970年代の行動主義的純粋主義から離れる教授転換が先行する数十年の間に起こっていたことを一般の人々に知らせるのに役立った。
ピンカーは純粋な「白紙主義」への執着を、20世紀の人間の本性に関する支配的な見解に見られる他の二つの教義と結びついたイデオロギー的教義として描いている：
1. 「高貴な野蛮人」、人々は善良に生まれ悪い影響によって腐敗するという意味で；そして
2. 「機械の中の幽霊（英語版）」、生物学とは完全に切り離された道徳的選択ができる人間の魂が存在するという意味で。

ピンカーは、これら三つの教義はすべて、もし人間の特性が純粋に文化によって条件付けられるならば、望ましくない特性（犯罪や攻撃性など）は純粋に文化的（政治的手段）によって取り除くことができるという意味で「望ましい」と見なされたため、証拠に直面してさえ延々と固執されたと主張している。ピンカーは、彼が不当に証拠を抑圧する責任があると仮定する理由、特に（想像されたり投射されたりした）政治的またはイデオロギー的結果への恐れに焦点を当てている。

## 遺伝率の推定

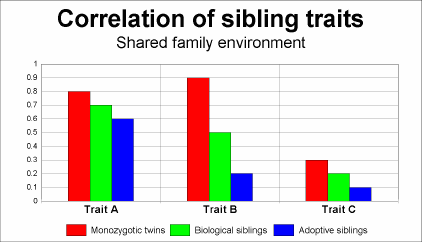
この図は、個人の特性に対する遺伝子と環境の影響を研究する際に見られる可能性のある3つのパターンを示している。特性Aは高い兄弟相関を示すが、遺伝率は低い（つまり、共有環境分散c^{2}が高く、遺伝率h^{2}が低い）。特性Bは遺伝的類似性の程度と共に特性の相関が急激に上昇するため、高い遺伝率を示す。特性Cは遺伝率が低いだけでなく、一般的に相関も低い；これは特性Cが非共有環境分散e^{2}が高いことを意味する。言い換えれば、個人が特性Cを表示する程度は遺伝子や広く予測可能な環境要因とはほとんど関係がなく、結果は個人にとってほぼランダムに近づく。また、共通の家族で育った一卵性双生児でさえも、特性相関が100％を示すことはほとんどないことにも注目。

「遺伝率」という用語は、ある特性における人々の間の遺伝的変異の程度だけを指す。特定の個人の特性が環境的または遺伝的要因によるものである程度を指すものではない。個人の特性は常に両方の複雑な絡み合いである。個人にとって、強い遺伝的影響を受ける「必須」特性でさえ、例えば眼の色は、個体発生的発達中に典型的な環境のインプット（例えば、特定の温度範囲、酸素レベルなど）を想定する。
対照的に、「遺伝率指数」は統計的に、ある特性における個人間の変動がそれらの個人が持つ遺伝子の変動によるものである程度を定量化する。交配と環境を実験的に制御できる動物では、遺伝率は比較的容易に決定できる。そのような実験は人間の研究では非倫理的であろう。この問題は、研究者が作成したい実験設定を反映する既存の人間集団を見つけることで克服できる。
遺伝子と環境の特性への寄与を決定する一つの方法は、双生児を研究することである。一種の研究では、別々に育てられた一卵性双生児がランダムに選ばれた人々のペアと比較される。双生児は同一の遺伝子を共有するが、異なる家族環境を持つ。別々に育てられた双生児は養親または養子縁組の親にランダムに割り当てられるわけではない。もう一種の双生児研究では、一緒に育てられた一卵性双生児（家族環境と遺伝子を共有）が一緒に育てられた二卵性双生児（家族環境も共有するが遺伝子は半分しか共有しない）と比較される。遺伝子と環境の分離を可能にするもう一つの条件は養子縁組である。一種の養子縁組研究では、一緒に育てられた生物学的兄弟姉妹（同じ家族環境と半分の遺伝子を共有）が養子縁組による兄弟姉妹（家族環境を共有するが遺伝子は共有しない）と比較される。
多くの場合、知能や性格などの心理学的特性を含め、遺伝子が実質的な貢献をしていることが判明している。しかし、遺伝率は他の状況、例えば環境剥奪では異なる場合がある。低、中、高遺伝率特性の例には以下が含まれる：
| 低遺伝率   | 中遺伝率 | 高遺伝率 |
| ---------- | -------- | -------- |
| 特定の言語 | 体重     | 血液型   |
| 特定の宗教 | 宗教心   | 目の色   |

双生児研究と養子縁組研究にはそれぞれ方法論的限界がある。例えば、両方ともサンプリングする環境と遺伝子の範囲に限られている。これらの研究のほとんどすべては西洋諸国で行われており、したがって必ずしも西洋以外の人口を含むグローバルに推定することはできない。さらに、両方のタイプの研究は、双生児研究の場合の等環境の仮定や、養子縁組研究の場合の養子縁組前の影響の欠如など、特定の仮定に依存している。
この文脈での「自然」の定義は「遺伝率」と結びついているため、「育成」の定義は結果として非常に広くなり、遺伝しない因果関係のあらゆるタイプを含む。この用語は「文化的影響」という本来の意味合いから、環境のすべての影響、そして実際、人間の本性への環境的なインプットの実質的な源は胎児発達における確率的変動から生じる可能性があり、その意味では「文化的」ではないことを含むように移行した。

## 遺伝子-環境相互作用
遺伝子と環境の相互作用は、「遺伝子-環境相互作用」と呼ばれ、自然-育成の議論のもう一つの要素である。遺伝子-環境相互作用の古典的な例は、フェニルアラニンというアミノ酸の含有量が少ない食事が遺伝病であるフェニルケトン尿症を部分的に抑制する能力である。自然-育成の議論へのさらなる複雑さは、遺伝子-環境相関の存在である。これらの相関は特定の遺伝子型を持つ個人が特定の環境にいる可能性が高いことを示している。したがって、遺伝子が環境を形成（選択または創造）できるように見える。上記のような実験を使用しても、遺伝子と環境の相対的な寄与を説得力を持って決定することは非常に困難である。「遺伝学は銃を装填するが、環境が引き金を引く」という類推はジュディス・スターンに帰されている。
遺伝率は人々の間の違いの起源を指す。目の色のような高い遺伝性を持つ特性であっても、個々の発達は、生物内の他の遺伝子から物理的変数（温度、酸素レベルなど）に至るまでの環境要因の範囲に依存する。
特性の変動性は、ある割合が遺伝的差異（「自然」）、または環境（「育成」）によるものであると有意義に語ることができる。ハンチントン病のような高い浸透性のメンデル遺伝性障害では、病気の発生のほぼすべてが遺伝的差異によるものである。ハンチントン病の動物モデルは、ケアの方法によって寿命が長くなったり短くなったりする。
もう一方の極端な例では、母語などの特性は環境によって決定される：言語学者たちは、（言語を学ぶことができる）どんな子供でも同等の容易さでどんな人間の言語も学ぶことができることを発見している。しかし、ほとんどの生物学的および心理学的特性では、遺伝子と環境は協調して働き、お互いにコミュニケーションを取りながら個人を作り出している。
分子レベルでは、遺伝子は他の遺伝子からの信号や環境からの信号と相互作用する。単一の遺伝子座の特性が多数ある一方で、いわゆる複雑な特性は多くの（しばしば数百の）小さな遺伝子効果の加算効果によるものである。これの良い例は身長であり、分散は多数の遺伝子座にわたって広がっているようである。
極端な遺伝的または環境的条件は、稀な状況では優勢になることがある—もし子供が遺伝的突然変異により生まれつき無言であれば、環境に関係なくどんな言語も学ぶことはないだろう；同様に、遺伝子型によるとハンチントン病を発症することがほぼ確実な人でも、病気が現れるずっと前に関連のない事故（環境的出来事）で死亡することがある。

遺伝率の「二つのバケツ」の見方

より現実的な「均質なマッドパイ」の遺伝率の見方

スティーブン・ピンカーはいくつかの例を同様に説明した:
明らかに家庭や文化によって提供される内容に依存する具体的な行動特性—どの言語を話すか、どの宗教を実践するか、どの政党を支持するか—はまったく遺伝的でない。しかし、基礎となる才能や気質を反映する特性—言語をどれだけ巧みに操るか、どれだけ宗教的か、どれだけリベラルまたは保守的か—は部分的に遺伝性がある。
特性が遺伝子型と環境の複雑な相互作用によって決定される場合、個体群内の特性の遺伝率を測定することが可能である。しかし、特定の割合の遺伝率を持つ特性について報告に遭遇する多くの非科学者は、遺伝子と環境が非相互作用的で加算的に特性に寄与すると想像する。類推として、一部の一般の人々は、特性の程度が「二つのバケツ」、つまり遺伝子と環境から成り立っており、それぞれが特性の特定の容量を保持できると考えるかもしれない。しかし、中間的な遺伝率であっても、特性は常に遺伝的性質と人々が発達する環境の両方によって形成され、これらの遺伝率の測定値に関連するより大きな可塑性とより小さな可塑性がある。
遺伝率の測定値は常に個体群内の個人間の変動の程度を指す。つまり、これらの統計は個人レベルで適用できないため、性格の遺伝率指数が約0.6であるからといって、自分の性格の60％を親から、40％を環境から得ていると言うのは間違いである。これを理解するために、すべての人間が遺伝的クローンであると想像してみよう。すべての特性の遺伝率指数はゼロになるだろう（クローン個体間のすべての変動性は環境要因によるものでなければならない）。そして、遺伝率指数の誤った解釈とは対照的に、社会がより平等になる（誰もがより類似した経験を持つ）につれて、遺伝率指数は上昇する（環境がより類似になるにつれて、個人間の変動性はより遺伝的要因によるものとなる）。
また、遺伝率と環境性の変数が正確ではなく、選択された集団内および文化間で変動することも考慮に入れるべきである。遺伝率と環境性の程度は、特定の時期に選択された集団の特定の集団の特定の表現型に対する参照において測定されるとより正確に述べられるであろう。計算の正確さは、考慮に入れられる係数の数によってさらに妨げられ、年齢はそのような変数の一つである。遺伝率と環境性の影響の表示は年齢層によって劇的に異なる：研究される年齢が高いほど、遺伝率要因はより顕著になり、被験者の年齢が若いほど、環境要因の強い影響を示す可能性が高くなる。
例えば、ある研究では、出生時に分離され同じ家庭で育てられた中年の一卵性双生児と報告された幸福感に統計的に有意差がないことを発見し、中年の成人の幸福は家族養育に関連する環境要因に基づいていないことを示唆している。同じ結果は中年の二卵性双生児でも見つかった。さらに、二卵性双生児グループの自己報告された幸福感には、一卵性グループよりも著しく多くの分散があった。したがって、遺伝的類似性は、特定の時点での成人の幸福の分散の約50％を、そして長期的な幸福の安定性の分散の最大80％を占めると推定されている。他の研究も同様に幸福の遺伝率を約0.35〜0.50と見出している。
一部は、環境入力が遺伝子の発現に影響を与えると指摘している。これは、環境が遺伝的素因が実際に現れる程度にどのように影響を与えるかの一つの説明である。

### 必須適応対任意適応
特性は、適応（臍帯など）、適応の副産物（へそ）、またはランダムな変動（凸または凹のへそ形状）によるものと見なすことができる。
自然と育成を対比する代わりに、「必須対任意」適応に焦点を当てる代替案がある。適応は一般的により必須（典型的な環境変動に直面しても頑健）またはより任意（典型的な環境変動に敏感）である可能性がある。例えば、砂糖の心地よい甘い味と体の傷害の痛みは必須の心理学的適応である—発達中の典型的な環境変動はそれらの動作にあまり影響を与えない。
一方、任意の適応は「if-then」文のようなものである。任意の心理学的適応の例として、成人の愛着スタイルがあるかもしれない。成人の愛着スタイル（例えば、「安全な愛着スタイル」、他者と密接で信頼できる絆を発展させる傾向）は、個人の幼少期の養育者が信頼できる援助と注意を提供できるかどうかに条件付けられていると提案されている。任意の生理学的適応の例は、日光にさらされることによる肌の日焼け（肌の損傷を防ぐため）である。任意の社会的適応も提案されている。例えば、社会が好戦的か平和的かは、その社会が経験している集団的脅威の量に条件付けられていると提案されている。

### 先進的技術
遺伝的特性の定量的研究が問題に光を当てる。
発達遺伝子分析は、人間の一生における遺伝子の影響を調べる。知能の初期の研究は主に幼い子供を調査し、測定された遺伝率が40〜50％であることを発見した。その後の発達遺伝子分析では、加算的環境効果に起因する分散は年配の個人ではあまり明らかでなく、成人期においてIQの推定遺伝率が増加することが分かった。
多変量遺伝子分析は、一緒に変化するいくつかの特性への遺伝的寄与を調べる。例えば、多変量遺伝子分析は、すべての特定の認知能力（例えば、記憶、空間推論、処理速度）の遺伝的決定要因は大きく重複しており、特定の認知能力に関連する遺伝子は他のすべての認知能力に影響を与えることを実証した。同様に、多変量遺伝子分析は、学業成績に影響を与える遺伝子が認知能力に影響を与える遺伝子と完全に重複していることを発見した。
極端分析は、正常な特性と病理的特性の間の関連を調べる。例えば、ある行動障害は正常な行動の連続的分布の極端であり、したがって遺伝的および環境的変動の連続的分布の極端を表す可能性があると仮説が立てられている。うつ病、恐怖症、読字障害はこの文脈で検討されている。
いくつかの高い遺伝率を持つ特性について、研究はその特性の変動に関連する遺伝子座を特定しており、例えば統合失調症を持つ一部の個人においてである。エピジェネティクスの新興分野は、統合失調症のような遺伝的条件が80％の遺伝率を持ちながらも、遺伝的特性を受け継いだ人の10％しか統合失調症の特徴を示さないことを示す研究を行っている。新しい研究では、環境刺激によって成人でも遺伝子発現が起こる可能性があることが示されている。例えば、統合失調症遺伝子を持つ人々はこの疾患に対する遺伝的素因を持っているが、遺伝子はほとんどの人で休眠状態にある。しかし、慢性的ストレスに晒されたり、アンフェタミンを投与したりすると、メチル基が海馬のヒストンに付着することを引き起こした。

## 知能

### 知能の遺伝率
認知機能には重要な遺伝的要素がある。1400万組以上の双生児を対象とした2015年のメタ分析では、遺伝学が認知機能の変動性の57％を説明することが分かった。行動遺伝学研究からの証拠は、家族環境要因が子供のIQに影響を与える可能性があり、分散の最大4分の1を占めることを示唆している。アメリカ心理学会のレポート「知られていることと知られていないこと」（1995年）は、通常の子供の発達には一定レベルの責任あるケアが必要であることに疑いはないと述べている。ここでは、環境は完全に遺伝的と考えられているもの（知能）において役割を果たしているが、深刻に剥奪され、放置され、または虐待的な環境は子供の知的発達の多くの側面に非常に否定的な影響を与えることが発見された。しかし、それを超えて、家族の経験の役割は深刻な議論の対象となっている。一方、後期青年期になるとこの相関は消え、養子兄弟はもはや類似したIQスコアを持たなくなる。
さらに、養子研究によると、成人期までに養子兄弟はIQにおいて他人よりも類似していない（IQ相関はほぼゼロ）が、実の兄弟はIQ相関が0.6を示す。双生児研究はこのパターンを強化する：別々に育てられた一卵性（同一）双生児はIQにおいて非常に類似している（0.74）、一緒に育てられた二卵性（異卵性）双生児（0.6）よりも類似しており、養子兄弟（≈0.0）よりもはるかに類似している。最近の養子研究もまた、支援的な親が子供の発達にポジティブな影響を与えることができることを発見した。

### IQに対する環境の役割
他の研究は、IQに影響を与える可能性のある環境要因に焦点を当てている。例えば、研究は教育へのアクセス、栄養、および社会的支援などの要因がIQに大きな影響を与える可能性があることを示している。さらに、研究は鉛やその他の環境毒素への暴露など、幼少期の特定の経験がIQに悪影響を与える可能性があることを示唆している。
研究は一貫して環境要因がIQに大きな影響を与える可能性があることを示している。質の高い教育へのアクセスはIQにポジティブな影響を与えることが分かっており、ある研究では質の高い就学前教育へのアクセスが35歳までのIQスコアに持続的な影響を与えたことが示されている。幼少期の栄養失調は後の人生でのIQスコアの低下と関連しており、鉄やヨウ素などの特定の栄養素の補給がIQスコアを向上させることが示されている。社会的支援もIQに影響を与える重要な環境要因であり、ある研究では母親から高レベルの感情的支援を受けた子供は、低レベルの感情的支援を受けた子供よりもIQスコアが高いことが示されている。

## 人格特性
パーソナリティは、行動遺伝学的研究デザインを用いて双生児や養子で研究されてきた遺伝的特性の頻繁に引用される例である。遺伝的なパーソナリティ特性の最も有名な分類は、1970年代にポール・コスタ＆ロバート・R・マクレーとウォーレン・ノーマン＆ルイス・ゴールドバーグが率いる2つの研究チームによって定義された。彼らは人々に1000以上の次元で自分のパーソナリティを評価してもらい、それを「ビッグファイブ」のパーソナリティ要因—開放性、誠実性、外向性、協調性、神経症傾向—に絞り込んだ。研究によれば外向性には遺伝的要素があり、遺伝率の推定値は30％から50％の範囲であることが分かっている。ポジティブなパーソナリティ特性と、例えば私たちの幸福特性との間の密接な遺伝的関係は、精神病理学における併存症の鏡像である。これらのパーソナリティ要因は文化を超えて一貫しており、多くの研究もこれらの特性の遺伝率をテストしている。個人的行為者性もこの議論に関係している。遺伝的および環境的要因がパーソナリティを形成できる一方で、個人も自分の選択、行動、態度を通じて自分自身のパーソナリティを形成する行為者性を持っている。例えば、ある研究では、留学プログラムに参加した大学生は参加しなかった学生と比較して、経験への開放性の尺度でより高いスコアを示したことが分かった。別の研究では、多様な近隣地域に住んでいた個人は、より均質な近隣地域に住んでいた人と比較して、経験への開放性でより高いスコアを示す可能性が高いことが分かった。
別々に育てられた一卵性双生児は、ランダムに選ばれた人々のペアよりもパーソナリティにおいてはるかに類似している。同様に、一卵性双生児は二卵性双生児よりも類似している。また、生物学的兄弟姉妹は養子兄弟姉妹よりもパーソナリティが類似している。それぞれの観察は、パーソナリティがある程度遺伝的であることを示唆している。裏付ける記事は、パーソナリティの遺伝率（主観的幸福感については約50％と推定されている）に焦点を当て、973組の双生児の代表的サンプルを使用して主観的幸福感の遺伝的差異をテストした研究が行われ、それらはビッグファイブモデルのパーソナリティドメインの遺伝的モデルによって完全に説明されることが分かった。しかし、これらの同じ研究デザインは遺伝子だけでなく環境の検討も可能にする。
養子縁組研究も共有家族効果の強さを直接測定する。養子兄弟は家族環境のみを共有する。ほとんどの養子縁組研究は、成人期までに養子兄弟のパーソナリティは見知らぬ人のランダムなペアよりもほとんどまたは全く類似していないことを示している。これは、パーソナリティに対する共有家族効果が成人期までにゼロであることを意味するであろう。
パーソナリティ特性の場合、非共有環境効果はしばしば共有環境効果を上回ることが分かっている。つまり、一般的に人生を形作ると考えられている環境効果（家族生活など）は、特定が難しい非共有効果よりも影響が少ない可能性がある。非共有効果の1つの可能な源は出生前発達の環境である。発達の遺伝的プログラムのランダムな変動は、非共有環境の実質的な源かもしれない。これらの結果は、「育成」が「環境」の主要な要因ではないかもしれないことを示唆している。環境と私たちの状況は、実際に私たちの生活に影響を与えるが、典型的にこれらの環境要因に反応する方法ではない。私たちは状況にどのように反応するかの基礎となるパーソナリティ特性であらかじめ設定されている。例えば、外向的な囚人は内向的な囚人よりも不幸になり、あらかじめ設定された外向的なパーソナリティのために投獄にもっとネガティブに反応するだろう:Ch 19。行動遺伝子は、二卵性双生児を見るとある程度証明されている。二卵性双生児が別々に育てられたとき、一緒に育てられたかのように行動と反応に同じ類似性を示す。

## 遺伝学
人格と人々自身の幸福の関係は遺伝子によって影響され仲介される。個人を特徴づける幸福の安定した基準点（主に個人の遺伝子によって決定される）が存在することが発見されている。幸福はその基準点（再び遺伝的に決定される）の周りで、良いことや悪いことが起こっているかどうか（「育成」）に基づいて変動するが、通常の人間では小さな幅でのみ変動する。これらの変動の中間点は人々が生まれつき持つ「偉大な遺伝的宝くじ」によって決定され、これにより彼らは現時点または時間の経過とともにどれだけ幸せに感じるかは単にくじ引き、つまり遺伝子によるものだと結論づけるようになる。この変動は教育的達成によるものでもなく、教育的達成は女性では幸福の分散の2％未満、男性では1％未満しか説明していなかった。
彼らは、パーソナリティテストと一緒に測定された個性が個人の生涯を通じて安定していると考えている。彼らはさらに人間が自分の形やパーソナリティを洗練することはできるが、それらを完全に変えることはできないと信じている。ダーウィンの進化論は、ジョージ・ウィリアムズやウィリアム・ハミルトンなどの博物学者をパーソナリティ進化の概念に導いた。彼らは物理的器官だけでなくパーソナリティも自然選択の産物であると示唆した。
DNAシークエンシングの出現により、IQやパーソナリティなどの特性に影響を与える特定の遺伝子多型を検索して識別することが可能になった。これらの技術は、関心のある特性の違いと特定の分子マーカーまたは機能変異の違いの関連を追跡することによって機能する。違いの正確な遺伝的基礎が比較的よく知られている目に見える人間の特性の例は、目の色である。
1960年代に発展した性同一性が主に学習されるという見解（これは男性乳児の外傷または奇形生殖器の外科的性転換のプロトコルにつながった、例えばデイヴィッド・ライマーのように）とは対照的に、ゲノミクスは性別と性同一性の両方が主に遺伝子の影響を受けているという確固たる証拠を提供した：
遺伝子は性同一性と性別同一性を形作る上で、事実上他のどんな力よりも圧倒的に影響力があることが今や明らかである...医学における成長しつつあるコンセンサスは...子供たちは解剖学的変異や差異に関わらず染色体（つまり遺伝的）性に割り当てられるべきである—後で望むなら切り替えるオプションを持つ。—シッダールタ・ムカジー、遺伝子：親密な歴史、2016

### 記事
- Honeycutt, Hunter (2019). “Nature and Nurture as an Enduring Tension in the History of Psychology”. Nature and Nurture as an Enduring Tension in the History of Psychology. Oxford Research Encyclopedia of Psychology. doi:10.1093/acrefore/9780190236557.013.518. ISBN 9780190236557.
- Ceci, Stephen J.; Williams, Wendy M., eds (1999). The Nature–nurture debate: the essential readings. Malden (MA): Blackwell Publishing（英語版）. ISBN 978-0-631-21739-8
- Ducarme, Frédéric; Couvet, Denis (2020). “What does 'nature' mean?”. Palgrave Communications (Springer Nature) 6 (14). doi:10.1057/s41599-020-0390-y.

### 本
- García Coll（英語版）, Cynthia; Bearer, Elaine L.; Lerner, Richard M., eds (2004). Nature and Nurture: The Complex Interplay of Genetic and Environmental Influences on Human Behavior and Development. Mahwah (NJ): Lawrence Erlbaum. ISBN 978-0-8058-4387-3
- Goldhaber, Dale (9 July 2012). The Nature–Nurture Debates: Bridging the Gap. Cambridge University Press. ISBN 978-0-521-14879-5 2013年11月24日閲覧。
- Heine, Steven J. (2017). DNA Is Not Destiny: The Remarkable, Completely Misunderstood Relationship between You and Your Genes. W. W. Norton & Company. ISBN 978-0393244083
- Keller, Evelyn Fox (21 May 2010). The Mirage of a Space between Nature and Nurture. Duke University Press. ISBN 978-0-8223-4731-6
- Rutter, Michael (2006). Genes and Behavior: Nature–Nurture Interplay Explained. Malden (MA): Wiley-Blackwell. ISBN 978-1-4051-1061-7